# 祖国戦争勲章
祖国戦争勲章 （そこくせんそうくんしょう、ロシア語: Орден Отечественной войны）は、ソビエト連邦の勲章、旧ソ連地域では大祖国戦争の名称で知られるドイツ・ソビエト戦争時に英雄的な行為を行った、すべての赤軍兵士、治安部隊、パルチザンに授与された。

## 歴史
1942年5月20日に設立され、功績に応じて1等か2等を授与された。戦時中に設立されたソ連の最初の勲章にして、最初に等級をふり分けられたソ連の勲章である。受章理由は法令により正確に定義づけされ、例えば、戦闘機のパイロットとして敵機を3機を撃墜する、重戦車2両の破壊、もしくは中戦車3両の破壊、もしくは軽戦車4両の破壊のいずれか達成する、敵の軍艦を乗っ取る、敵地着陸後に砲火に晒されながらも航空機を修理する、などで1等祖国戦争勲章が授与された。また西側の連合国にも適用され、何人かの連合国軍の指揮官にも与えられた。全部で1等32万4903個以上、2等95万1652個が戦時中に作られた。1985年までの合計数は約137万個にまで達した。
1985年の大祖国戦争勝利40周年の祝典の際に、戦争に参加した全ての生存している退役軍人に1等か2等のいずれかが授与されることになり、1等が約205万4000個、2等が約540万8000個が作成された。
1992年1月の時点の全受章合計数は、1等が248万7098個、2等が668万8497個だった。

## デザイン
背景には銀色の直線的な光線があり、それに乗せるように赤いエナメルの五芒星と、交差させたサーベルとライフルがある。背景の銀色の直線的な光線は2等のものであり、1等は金色になっていた。中心の円盤にはОТЕЧЕСТВЕННАЯ ВОЙНА（"祖国戦争"）と書かれた白いエナメルのリングがあり、それに囲まれるように赤い背景に金色の鎌と槌が配置されていた。当初の祖国戦争勲章は金星賞のように簡素な赤いリボンを取り付けていたが、1943年6月からはリボンがなくなり直接右胸に着用されることになった。そこまで公式な場ではない時の為に、1等は中央に縞模様の明赤色がある暗赤色の略綬、2等は端に縞模様の明赤色がある暗赤色の略綬を着用することができた。
1985年の記念日に作られた1等は、銀は単一片にされ、金はメッキにされたりとなるべく安上がりにされた。
| 1等  | 2等 |
| ---- | --- |
|      |     |
| 略綬 |     |
|      |     |